# Wessel Nijman
Wessel Nijman (* 26. Juni 2000 in Uitgeest) ist ein niederländischer Dartspieler.

## Karriere
Wessel Nijman erreichte 2016 bei den Czech Open das Viertelfinale. Beim World Youth Masters verpasste er nur knapp eine Finalteilnahme. Ein Jahr später unterlag er im Finale des WDF World Youth Cup. Auf der PDC Development Tour 2018 siegte Nijman im Decider des Endspiels gegen Bradley Brooks. Es folgte seine erste Teilnahme an der PDC World Youth Championship 2018, wo er allerdings in der Gruppenphase ausschied. 2019 nahm er erfolglos an der PDC Qualifying School teil, ehe er Mitte August erstmals ein Finale auf der PDC Challenge Tour erreichte. Bei den Czech Darts Open 2019 gab er dann sein Debüt auf der European Darts Tour. In der ersten Runde unterlag er dem Australier Corey Cadby. Bei der Gibraltar Darts Trophy 2019 besiegte Nijman zum Auftakt Darren Webster mit 6:5, ehe er gegen Mensur Suljović in der Folgepartie ausschied. Bei der PDC World Youth Championship 2019 erreichte Nijman das Achtelfinale und nahm nach dem Jahreswechsel erneut erfolglos an der PDC Qualifying School teil. Auf der PDC Development Tour 2020 siegte er beim vierten Turnier in Hildesheim. Während der COVID-19-Pandemie verlor er dann bei einem Online-Turnier absichtlich Spiele, weshalb er von der Darts Regulation Authority mit einer fünfjährigen Strafe, die zu zweieinhalb Jahren auf Bewährung ausgesetzt war, bestraft wurde. 2023 kehrte er dann auf die PDC Development Tour zurück, wo er am ersten Wochenende an beiden Turniertagen jeweils das Halbfinale erreichte. In der Folgezeit gewann er die Turniere 6, 12 und 19 und sicherte sich über die Rangliste der Tour eine Tour Card für die PDC Pro Tour sowie einen Startplatz bei der PDC World Darts Championship 2024. Bei der World Youth Championship erreichte Nijman das Halbfinale.

## Titel

### PDC
- Secondary Tour Events
  - PDC Development Tour
    - PDC Development Tour 2018: 2
    - PDC Development Tour 2020: 4
    - PDC Development Tour 2023: 6, 12, 19
    - PDC Development Tour 2024: 8, 13, 16, 17, 19, 21, 22
- Pro Tour
  - Players Championships
    - Players Championships 2024: 24

## Weltmeisterschaftsresultate

### PDC-Junioren
- 2018: Gruppenphase (4:5-Niederlage gegen  Sean Coohill und 3:5-Niederlage gegen  Thomas Lovely)
- 2019: Achtelfinale (3:6-Niederlage gegen  Jeffrey de Zwaan)
- 2023: Halbfinale (5:6-Niederlage gegen  Gian van Veen)
- 2024: Viertelfinale (5:6-Niederlage gegen  Dylan Slevin)

### PDC
- 2024: 1. Runde (1:3-Niederlage gegen  Steve Beaton)
- 2025: 2. Runde (0:3-Niederlage gegen  Joe Cullen)

## Turnierergebnisse
| Turnier                                    | 2018               | ......             | 2024               | 2025 |
| ------------------------------------------ | ------------------ | ------------------ | ------------------ | ---- |
| BDO-Major-Turniere                         |                    |                    |                    |      |
| World Masters                              | 1R                 | n/t                | n/a                | n/a  |
| PDC-Ranking-Turniere                       |                    |                    |                    |      |
| Weltmeisterschaft                          | n/q                | n/q                | 1R                 | 2R   |
| World Masters                              | nicht ausgetragen  | nicht ausgetragen  | nicht ausgetragen  | VR   |
| UK Open                                    | n/t                | n/q                | 3R                 | 3R   |
| World Matchplay                            | nicht qualifiziert | nicht qualifiziert | nicht qualifiziert | AF   |
| Grand Slam of Darts                        | n/q                | n/q                | GP                 |      |
| Players Championship Finals                | n/t                | n/t                | 1R                 |      |
| PDC-Turniere ohne Einfluss auf das Ranking |                    |                    |                    |      |
| World Series of Darts Finals               | n/t                | n/t                | AF                 |      |
| Karrierestatistiken                        |                    |                    |                    |      |
| Jahresendplatzierung                       | 117                | –                  | 58                 |      |
| Verband                                    | BDO                | PDC                | PDC                | PDC  |

| Legende zu den Turnierergebnissen | Legende zu den Turnierergebnissen | Legende zu den Turnierergebnissen | Legende zu den Turnierergebnissen | Legende zu den Turnierergebnissen | Legende zu den Turnierergebnissen | Legende zu den Turnierergebnissen | Legende zu den Turnierergebnissen | Legende zu den Turnierergebnissen | Legende zu den Turnierergebnissen |
| --------------------------------- | --------------------------------- | --------------------------------- | --------------------------------- | --------------------------------- | --------------------------------- | --------------------------------- | --------------------------------- | --------------------------------- | --------------------------------- |
| n/t                               | nicht teilgenommen                | n/q                               | nicht qualifiziert                | n/a                               | nicht ausgetragen                 | #R                                | Aus in jeweiliger Runde           | GP                                | Aus in der Gruppenphase           |
| AF                                | Achtelfinalist                    | VF                                | Viertelfinalist                   | HF                                | Halbfinalist                      | F                                 | Turnierfinalist                   | S                                 | Turniersieger                     |